# Roberto Villa
Pour les articles homonymes, voir Villa (homonymie).
Roberto Villa (né Giulio Sabetta, à Casablanca le 2 décembre 1915 et mort à Sutri le 30 juin 2002), est un  acteur et comédien de doublage italien.

## Biographie
Giulio Sabetta est né à Casablanca en 1915. Il termine ses études au Centro sperimentale di cinematografia à Rome et s'oriente vers une carrière théâtrale. Il  fait ses débuts au cinéma en 1936 dans le film  Il grande appello réalisé par Mario Camerini.  Au cours de la fin des années 1930, il  a joué dans deux autres films, dont Luciano Serra, pilote réalisé par Goffredo Alessandrini et  Il fornaretto di Venezia réalisé par Duilio Coletti .
Dans les années 1940, il  intensifie sa carrière d'acteur et travaille avec des réalisateurs comme Luigi Zampa, Carlo Ludovico Bragaglia et Sergio Tofano . Dans les années 1950,  travaille sur la scène théâtrale et dans les années 1960, il passe à la télévision . 
Roberto Villa  a également travaillé comme doubleur de voix, notamment doublant la voix de Robert Shaw. La voix de Villa a été doublée dans certains de ses films par Carlo Romano et Mario Pisu. Il a  pris sa retraite avec sa femme dans les années 1970.
Roberto Villa est mort à son domicile de Sutri le 30 juin 2002 des suites de complications d'une pancréatite  à l'âge de  86 ans.

### Vie privée
De 1952 jusqu'à sa mort en 2002, Villa était marié à l'actrice et réalisatrice Adriana Parrella  qu'il a rencontrée lors d'une séance radio en 1949.

## Filmographie partielle

### Cinéma
- 1936 : Il grande appello
- 1938 : Luciano Serra, pilote de Goffredo Alessandrini
- 1939 : Il fornaretto di Venezia
- 1939 : Se quell'idiota ci pensasse
- 1940 : La fanciulla di Portici
- 1940 : Madeleine, zéro de conduite de Vittorio De Sica
- 1940 : Ecco la radio!
- 1941 : La Gerla di Papà Martin
- 1941 : Il sogno di tutti
- 1941 : Marco Visconti
- 1941 : I mariti
- 1941 : L'élixir d'amour
- 1941 : La sonnambula
- 1942 : Una volta alla settimana
- 1942 : Violette nei capelli de Carlo Ludovico Bragaglia
- 1942 : Les deux orphelines de Carmine Gallone
- 1942 : Divieto di Sosta
- 1942 : Jour de noces (Giorno di nozze) de Raffaello Matarazzo
- 1942 : Signorinette de Luigi Zampa
- 1942 : La fortuna viene dal cielo
- 1943 : Il paese senza pace
- 1943 : La vispa Teresa de Mario Mattoli
- 1943 : La Signora in Nero
- 1943 :  Principessina
- 1943 : La Moglie à Castigo
- 1944 : Il processo alle zitelle
- 1944 :  Scadenza trenta giorni
- 1945 : Porte Chiuse
- 1946 : La prigioniera dell'isola
- 1946 : Hotel Luna, Camera 34
- 1947 : Un mese d'onestà
- 1948 : La sirena del golfo
- 1948 : Danse de mort de Marcel Cravenne
- 1950 : Son grand amour de Gregory Ratoff
- 1962 : Il medico delle donne

### Télévision
- L'amico del giaguaro (1961-1964)
- Le avventure di Laura Storm (1966)